# ボニファーチョ1世 (モンフェッラート侯)
ボニファーチョ1世・デル・モンフェッラート（Bonifacio I del Monferrato, 1150年頃 - 1207年9月4日）は、モンフェッラート侯（在位：1192年 - 1207年）。第4回十字軍の指導者で、コンスタンティノープル攻略後テッサロニキ王国を創設、テッサロニキ王に即位した（在位：1205年 - 1207年）。

## 生涯
モンフェッラート侯グリエルモ5世とジュディッタ・ダウストリア（オーストリア辺境伯レオポルト3世の娘）の3男として生まれ、兄にグリエルモ（ロングエペー）、モンフェッラート侯コッラード（コンラート1世）がいる。父と兄2人は十字軍で活躍しており、長兄グリエルモはエルサレム王女シビーユと結婚してボードゥアン5世の父となり、次兄コンラートは第3回十字軍時にティルスの防衛に活躍し、シビーユの妹イザベルと結婚してエルサレム王になっている。
ボニファーチョも若いころから数々の冒険譚があり、彼のトルバドゥールによって戯曲化されている。神聖ローマ皇帝フリードリヒ1世やハインリヒ6世父子に従い、ホーエンシュタウフェン朝のイタリア攻略に参加した。1192年に兄の跡を継いでモンフェッラート侯ボニファーチョ1世となり、1194年からシチリア遠征に参加する。
モンフェッラート家（アレラーミチ家）はヨーロッパ中の有力な家系と縁組をしており、フランス王フィリップ2世や神聖ローマ皇帝ハインリヒ6世・フィリップ兄弟は従兄弟にあたる。当時、ピエモンテはオック語圏であり、その宮廷は宮廷詩人や騎士道物語等、文化の中心として栄えた。
1201年に第4回十字軍の指導者シャンパーニュ伯ティボー3世が亡くなった後、ボニファーチョ1世自身の軍歴とヨーロッパ王家との縁戚やエルサレム王国や東ローマ帝国等オリエントの事情に詳しいこと等から、新しい指導者に選ばれた。同年のクリスマスに従兄弟のローマ王フィリップの元を訪れ、フィリップの義弟にあたる東ローマ帝国の亡命皇子アレクシオス（後の東ローマ皇帝アレクシオス4世）と会っており、この時にコンスタンティノープル攻撃が計画されたと推定されている。
第4回十字軍はヴェネツィア共和国の思惑もあり、ハンガリー王国ザラを攻略した後、アレクシオスの要請に従ってコンスタンティノープルを攻略した。詳細は第4回十字軍参照。
1204年のコンスタンティノープル攻略後、アレクシオス4世の父イサキオス2世の未亡人となったハンガリー王ベーラ3世の娘マルギトと結婚し、ラテン帝国皇帝の最有力候補と見なされていたが、強力な皇帝を嫌うヴェネツィアの意向によりフランドル伯ボードゥアン9世が皇帝ボードゥアン1世に選ばれた。ボニファーチョ1世はボードゥアン1世と対立し、同年ギリシャでテッサロニキ王国を建国した。しかし1207年9月にブルガリア帝国のカロヤンに急襲され、戦死。モンフェッラート侯国は先妻の子であり長男であるグリエルモ6世が、テッサロニキ王国は後妻マルギトの子であり次男であるデメトリオが継いだ。

## 子女
1170年頃、ヘレナ・デル・ボスコと結婚し以下の子女をもうけた。
- グリエルモ6世（1173年頃 - 1226年） - モンフェッラート侯
- ベアトリーチェ - サヴォーナ侯エンリコ・デル・ヴァストと結婚
- アニェーゼ（1187年頃 - 1207年/1208年） - ラテン皇帝アンリと結婚

1205年、コンスタンティノープルにおいて東ローマ皇后であったマルギトと結婚し1男をもうけた。
- デメトリオ（1205年 - 1230年） - テッサロニキ王